# Леон Рітзен
Леон Рітзен (нід. Léon Ritzen; 17 січня 1939, Генк — 12 січня 2018, Білзен) — бельгійський футболіст, нападник. Виступав за національну збірну Бельгії.

## Біографія

### Клубна кар'єра
Почав виступати на дорослому рівні в 1955 році за клуб «Ватерсхей Тхора» зі свого рідного міста. У 1958—1962 роках неодноразово входив в десятку кращих бомбардирів чемпіонату Бельгії — в сезоні 1958/59 забив 14 голів, в сезоні 1959/60 — 19 голів (третє місце в рейтингу бомбардирів), в сезоні 1960/61 — 12 голів, в сезоні 1961/62 — 19 голів (третє місце в рейтингу бомбардирів). У сезоні 1959/60 допоміг команді добитися найвищого успіху в історії — зайняти третє місце в чемпіонаті Бельгії. Але в сезоні 1961/62 його бомбардирські успіхи не допомогли клубу врятуватися від вильоту з вищого дивізіону, а до середини 1960-х років команда скотилася в третій дивізіон. У другому дивізіоні нападник забивав приблизно по голу за гру, а в третьому дивізіоні в сезоні 1963/64 забив 46 голів в 30 матчах.
З 1965 року форвард виступав за «Ресінг Уайт» з Моленбек. У 1967 році перейшов в «Берсхот», в його складі в сезоні 1967/68 став третім бомбардиром чемпіонату (18 голів). Також в сезоні 1967/68 став фіналістом Кубка Бельгії, в фінальному матчі проти «Брюгге» забив гол в основний час і реалізував два післяматчевих пенальті, але його команда поступилася (1: 1, 6: 7-пен). В кінці кар'єри виступав за «КФК Дист».

### Кар'єра в збірній
Дебютний матч за збірну Бельгії зіграв 28 лютого 1960 року проти Франції. Перший м'яч забив у своїй другій грі, 27 березня 1960 року в ворота Швейцарії. У 1960 році зіграв 4 матчі, ще по одній грі провів в 1962 і 1968 роках. Всього на рахунку футболіста 6 матчів і один гол у складі збірної.

## Досягнення
- Фіналіст Кубку Бельгії: 1967/68

## Особисте життя
Після відходу зі спорту багато років працював в банківському секторі і сфері нерухомості.
Помер 12 січня 2018 року, незадовго до свого 79-річчя.
Його син, Юрген Рітзен, працював ведучим новин на телебаченні Лімбурга.